# Lengyel Béla (kémikus, 1903–1990)
Ebesfalvi Lengyel Béla (Budapest, 1903. július 16. – Budapest, 1990. március 11.) Kossuth-díjas kémikus, vegyészmérnök, egyetemi tanár, szabadalmi ügyvivő, a Magyar Tudományos Akadémia rendes tagja. Jelentős tudományos eredményeket ért el az üvegek fizikokémiai, azon belül elektrokémiai vizsgálata, valamint a szilíciumvegyületek reakciókinetikájának kutatása terén.
Lengyel Béla kémikus unokája. Megkülönböztetésükül a kémia szakirodalma gyakran hivatkozik rájuk id., illetve ifj. Lengyel Béla névalakokkal.

## Életútja
A budapesti József Műegyetemen szerzett vegyészmérnöki oklevelet, majd a Collegium Hungaricum ösztöndíjasaként 1924-től a bécsi műegyetem hallgatója volt. Ott szerezte meg doktori oklevelét 1927-ben, egy évvel később, 1928-ban pedig a budapesti Pázmány Péter Tudományegyetemen szerzett bölcsészdoktori képesítést. 1928-ban a fővárosi egyetem kémiai intézetében helyezkedett el tanársegédként. Később adjunktussá lépett elő, 1934-ben pedig magántanárrá habilitált a kémiai termodinamika tárgyköréből. 1936-ban otthagyta katedráját, és egészen 1950-ig szabadalmi bíróként, illetve szabadalmi ügyvivőként tevékenykedett.
1950-ben az Eötvös Loránd Tudományegyetem szervetlen kémiai tanszékén nyert egyetemi tanári kinevezést, s 1952–1973 közötti nyugdíjazásáig tanszékvezetőként irányította az itt folyó oktató- és kutatómunkát. 1952-től – tíz tanéven át – 1962-ig volt az egyetem tudományos rektorhelyettese. Egyetemi pályafutása mellett 1960-ban a Magyar Tudományos Akadémia keretein belül megszervezte a Szervetlen Kémiai Kutatócsoportot, s 1973-ig annak vezetője, azt követően pedig tudományos tanácsadója volt.

## Munkássága
Fő kutatási területe az üvegek elektrokémiája, kémiai termodinamikája, az egyszerű és elegyüvegek vezetőképességének vizsgálata volt. Kísérletei eredményeként széles kémhatástartományban használható üvegelektródokat fejlesztett ki, ezen eredményeivel megteremtette a hazai üvegelektród-gyártás elméleti alapjait.
Jelentősek a szilíciumvegyületek, szilikonok és szilikátüvegek reakciókinetikájára irányuló vizsgálatai is. Többek között leírta a szilícium-tetraklorid és az alumínium-halogenidek közötti reakciómechanizmust, vizsgálta szerves polimerek (pl. dimetil-polisziloxán) egyensúlyi reakcióit és szervetlen polimerek általános kémiáját. Behatóan tanulmányozta a sziloxánkötésű vegyületek polimerizációjának és hidrolízisének kinetikáját.
1964–1977 között a Kémiai Közlemények alapító főszerkesztője, 1965–1976 között az Acta Chimica főszerkesztője volt. Egyetemi jegyzeteit és gyakorlati útmutatásait évtizedeken keresztül, 1999-ig újranyomták.

### Társasági tagságai és elismerései
Tudományos eredményei elismeréseként 1961-ben a Magyar Tudományos Akadémia levelező, 1967-ben rendes tagjává választották. 1964–1970 között a Magyar Tudományos Akadémia VII. Kémiai Tudományok Osztályának titkára, majd 1976-ig elnöke volt. 1981-ben a budapesti Eötvös Loránd Tudományegyetem díszdoktorává avatták. 1964-ben az Európai Kulturális Társaság (Società Europea di cultura), 1967-ben az Osztrák Kémikusok Egyesületének (GÖCH) tiszteleti tagjává választották.
Az üveg elektromos vezetőképességének kísérleti és elméleti vizsgálatai elismeréseként, az ipari felhasználásra is alkalmas üvegelektród kidolgozásáért 1955-ben megkapta a Kossuth-díj második fokozatát. Kiemelkedő tudományos munkássága elismeréseként 1974-ben Akadémiai Aranyérmet vehetett át. Emellett díjazottja volt a Felsőoktatás Kiváló Dolgozója elismerésnek (1953), a Munka Érdemrendnek (1960) és a Munka Érdemrend arany fokozatának (1970, 1973, 1982).

## Főbb művei
- Világhódító ipari anyagok. Budapest: Természettudományi Társulat. 1939.
- A szabadalom iparterjesztő jelentősége. Budapest: Pátria. 1942.
- Általános és szervetlen kémia: Egyetemi tankönyv. Budapest: Tankönyvkiadó. 1954.   (Proszt Jánossal és Szarvas Pállal)
- Szervetlen kémiai gyakorlatok kémia-fizika szakos hallgatók számára. Budapest: ELTE TTK. 1959.
- Általános és szervetlen kémiai praktikum. Budapest: Tankönyvkiadó. 1961.   (Csákvári Bélával és Kováts Zoltánnal)
- Általános kémia. Budapest: Tankönyvkiadó. 1965.
- A szilikátüvegek elektromos tulajdonságai. Budapest: Akadémiai. 1966.   (Boksay Zoltánnal és Csákvári Bélával)